# Плодородие почвы

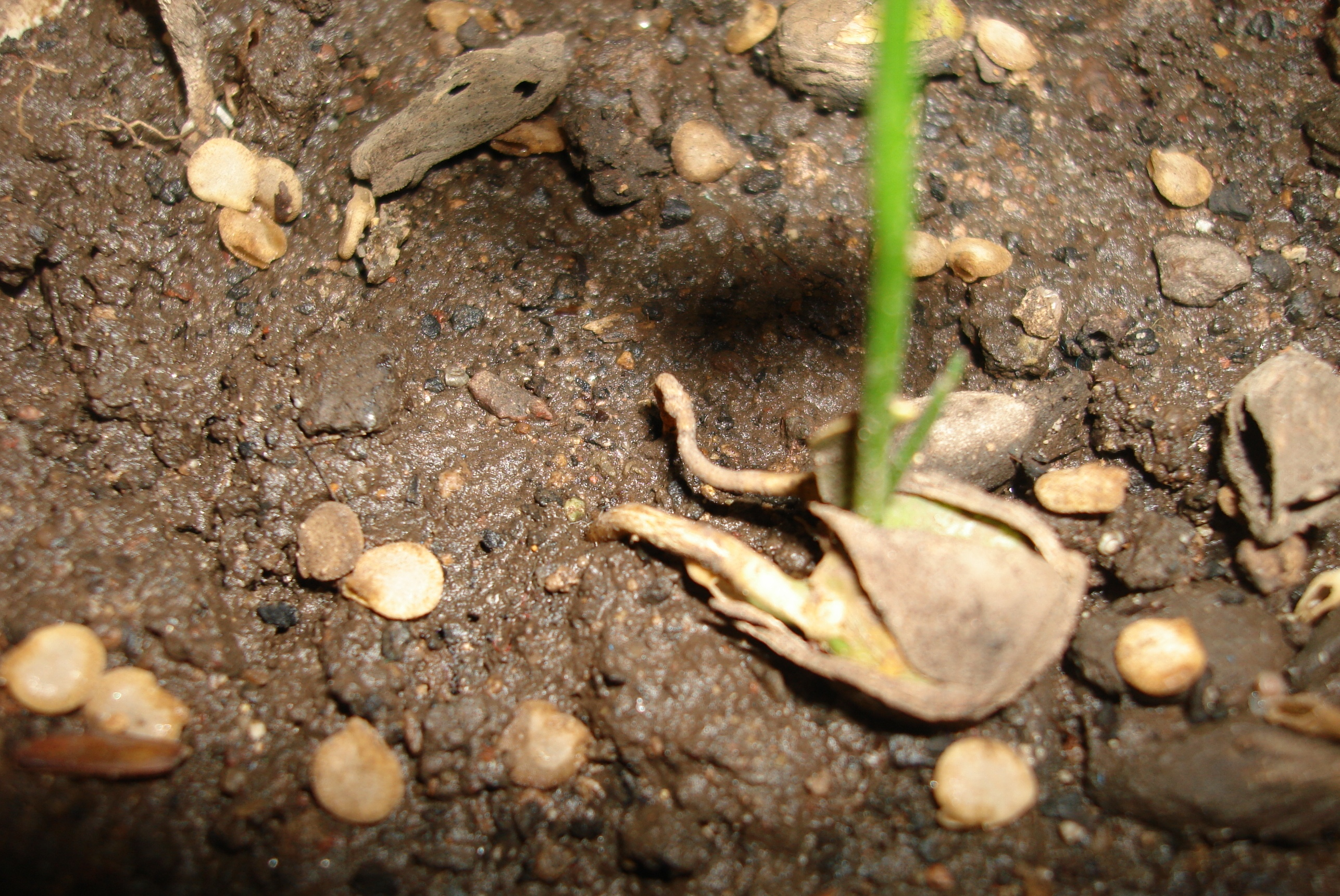
Проросток в почве, богатой перегноем

Плодородие почвы — способность почвы удовлетворять потребность растений в элементах питания, влаге и воздухе, а также обеспечивать условия для их нормальной жизнедеятельности. Это эмерджентное свойство почвы: оно появляется только при взаимодействии её компонентов. Почва состоит из перегноя, воды, воздуха, глины и песка. На её плодородие существенно влияет содержание азота, фосфора, калийных солей и других веществ.
С давних пор человек оценивает почву главным образом с точки зрения её плодородия. Именно от плодородия зависит урожай.
Почва — сложная система, которая живёт и развивается по своим законам, поэтому под плодородием нужно понимать весь комплекс почвенных свойств и процессов, определяющих нормальное развитие растений. Все процессы, происходящие в почве, связаны между собой. Исключение или ослабление какого-либо составляющего ведёт за собой изменение всего состава почвы и потере ценных её качеств. Деградация почвы — цепная реакция, которую трудно остановить. Ухудшение земель снижает продуктивность растений. Почва в этом случае становится подвержена эрозии и вымыванию полезных веществ, что опять ведёт к снижению численности растений. Мероприятия по возобновлению плодородия почв долговременны, очень дорогостоящи и сложны, поэтому так важно следить за состоянием почвы, не допуская её сильного истощения или загрязнения.
Для определения плодородия почвы необходимо обратить внимание на её состав, кислотность, отношение к воде и кислороду. Обладая наблюдательностью и элементарными знаниями по биологии можно определить состояние почв и предпринять необходимые меры по улучшению или поддержанию почвенных свойств.